# Danse bohémienne
Danse bohémienne est une œuvre pour piano de Claude Debussy composée en 1880.

## Composition
La Danse bohémienne est une pièce pour piano composée à la fin de l'été 1880. Il s'agit de la plus ancienne œuvre pour piano du compositeur. Elle a été jugée par Tchaïkovsky comme étant une « fort gentille chose mais réellement trop courte ; rien n'est développé et la forme est bâclée »,.
C'est l'œuvre d'un jeune homme de dix-huit ans, qui date de l'époque où Debussy était pianiste chez Nadejda von Meck, la riche et généreuse protectrice de Tchaïkovski,.
La partition est publiée pour la première fois en 1932 par Schott (Mayence), puis par Henle (1991, éd. Ernst-Günter Heinemann) et Durand (2000, éd. Roy Howat).

## Analyse
La Danse bohémienne est un « allegro » à 
, dans le ton principal de si mineur, aux allures de polka,.
La page est de forme ternaire. Après un petit développement médian en si majeur, la reprise, écourtée, « est amenée par un trait chromatique de quatre mesures qui constitue peut-être la trouvaille la plus heureuse de l'œuvrette, d'inspiration assez nettement slave, sinon tchaïkovskienne », relève le musicologue Harry Halbreich.
Guy Sacre souligne quant à lui le motif des mesures 17 et 18, « qui préfigure le Ballet de la Petite Suite à quatre mains », notant que « c'est peu de chose. Un seul moment moins banal : quatorze mesures avant la fin, ce passage hésitant et rêveur, sur pédale de sol, où vibre la septième majeure ».
La durée d'exécution moyenne de la pièce est de deux minutes environ.
Dans le catalogue des œuvres du compositeur établi par le musicologue François Lesure, la Danse bohémienne porte le numéro L 4 (9) .

## Discographie
- Debussy : Piano works Vol. 1, François-Joël Thiollier (piano), Naxos 8.553290, 1995[8].
- Debussy : Complete Works for Piano, Volume 3, Jean-Efflam Bavouzet (piano), Chandos Records CHAN 10467, 2008[9].
- Debussy : The Solo Piano Works, Noriko Ogawa (piano), BIS Records CD 1955/56, 2012[10].
- Debussy : Early and late piano pieces, Steven Osborne (piano), Hyperion Records CDA 68390, 2022[11].
- Claude Debussy : The complete works, CD 1, Aldo Ciccolini (piano), Warner Classics, 2018[12].